# Berliner Straße (metrostation)
Berliner Straße is een station van de metro van Berlijn, gelegen onder de kruising van de Bundesallee en de Berliner Straße in het Berlijnse stadsdeel Wilmersdorf. Het werd geopend op 29 januari 1971 als kruisingsstation voor de U7 en de U9. Zoals alle in 1971 geopende stations op de U7 en de U9 werd Berliner Straße ontworpen door Rainer Rümmler.
In het bovenste niveau van station Berliner Straße stoppen de treinen van de U9. De sporen hebben hier elk een eigen perron, gelegen aan weerszijden van een parallel lopende autotunnel die tegelijkertijd met de metrolijn werd aangelegd. Aan de noordzijde zijn beide perrons door een voetgangerstunnel met elkaar verbonden en aan beide uiteinden van het station komen de gescheiden metrotunnels weer samen. Een vergelijkbare configuratie is toegepast in het naburige station Bundesplatz. De wanden zijn bekleed met de voor Rümmler kenmerkende stalen platen. De rode kleur van de wandbekleding en de witte betegeling van de zuilen zijn gebaseerd op het wapen van de stad Berlijn en vormen een verwijzing naar de naam van het station.

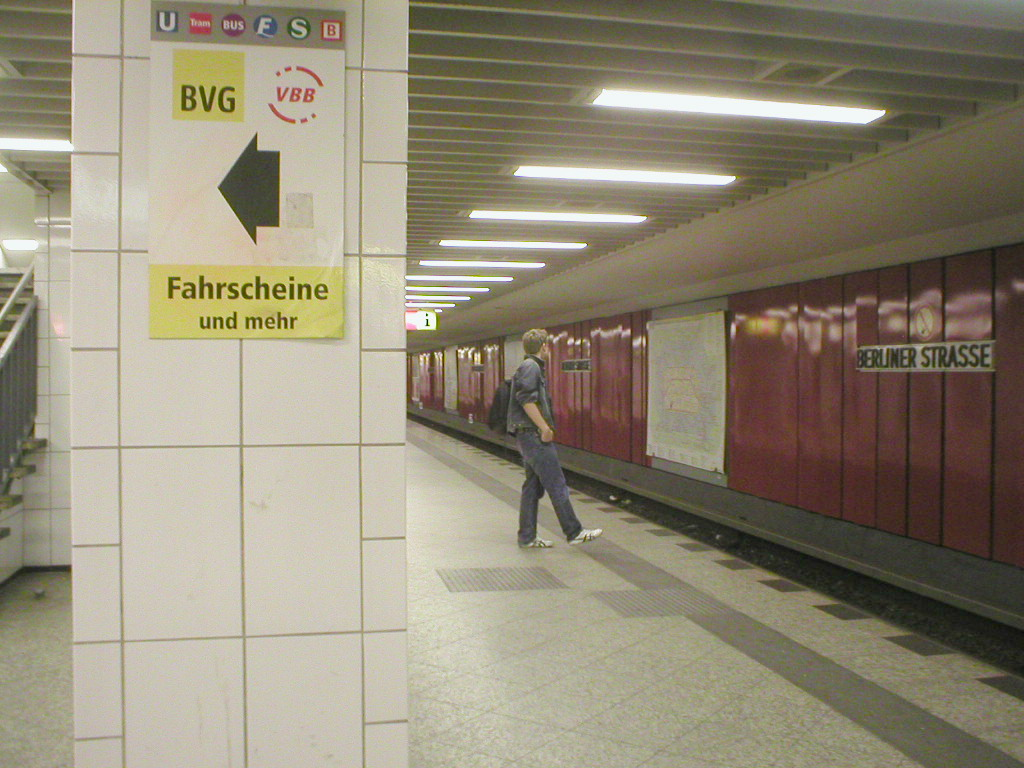
Perron van de U7

Een niveau lager ligt het eilandperron van de U7. Ook hier zijn rode staalplaten aan te wanden gebruikt, ditmaal aangebracht in reliëf. Omstreeks 2000 onderging zowel het station van de U7 als dat van de U9 een uitgebreide renovatie. Beide niveaus zijn in het midden van de perrons door trappen met elkaar verbonden.